# Młody Muzyk Roku
Młody Muzyk Roku – organizowany co dwa lata ogólnopolski konkurs muzyczny, skierowany do uczniów średnich szkół muzycznych, grających na instrumentach klasycznych.
Celem konkursu jest promowanie polskich młodych muzyków oraz zachęcenie ich do doskonalenia swoich umiejętności. Konkurs składa się zwyczajowo z dwóch etapów: półfinału i finału. Zwycięzca konkursu reprezentuje Polskę w Konkursie Eurowizji dla Młodych Muzyków. Organizatorami konkursu są: TVP Kultura, Ministerstwo Kultury i Dziedzictwa Narodowego oraz Narodowy Instytut Muzyki i Tańca.

## III edycja w 2018 roku
W III edycji konkursu Młody Muzyk Roku, która odbyła się w 2018 roku, w finale walczyli: Marta Chlebicka (flet), Kacper Dworniczak (gitara), Maciej Prokopowicz (puzon), Piotr Motyka (akordeon) Grzegorz Chwaliński (perkusja). Koncert finałowy odbył się 20 marca w Studiu S1 im. Witolda Lutosławskiego w Warszawie. Jury konkursowe w składzie: Katarzyna Budnik-Gałązka, Włodek Pawlik oraz Marcin Nałęcz-Niesiołowski zwycięzcą konkursu wybrało flecistkę Martę Chlebicką.

## IV edycja w 2020 roku
O zwycięstwo w konkursie Młody Muzyk Roku 2020 walczyli: Krzysztof Polnik (akordeon), Oskar Rzążewski (saksofon), Jan Pieniążek (marimba), Eryk Oliwa (klarnet) i Hanna Pozorska (skrzypce). Ostatecznie jury w składzie: Klaudiusz Baran, Alina Mleczko oraz Emilia Karolina Sitarz główna nagrodę przyznało Janowi Pieniążkowi z Zespołu Państwowych Szkół Muzycznych im. Stanisława Moniuszki w Bielsku-Białej. Finał odbył się 8 listopada w sali koncertowej Zespołu Państwowych Szkół Muzycznych Nr 1 w Warszawie.

## V edycja w 2022 roku
Półfinalistów wybrała komisja kwalifikacyjna, którzy zaprezentowali sześciominutowy program na instrument solo lub z towarzyszeniem fortepianu.
| Półfinalista         | Instrument  | Szkoła                                                                                       |
| -------------------- | ----------- | -------------------------------------------------------------------------------------------- |
| Milena Pioruńska     | skrzypce    | Poznańska OSM II st. im. M. Karłowicza w Poznaniu                                            |
| Zofia Sikora         | wiolonczela | Zespół Państwowych Szkół Muzycznych im. K. Szymanowskiego w Warszawie                        |
| Józef Wajdzik        | akordeon    | Zespół Szkół Muzycznych w Poznaniu                                                           |
| Maciej Kasperek      | flet        | Ogólnokształcąca Szkoła Muzyczna II st. im. Z. Brzewskiego w ZPSM nr 1 w Warszawie           |
| Magdalena Szczęsna   | saksofon    | Zespół Państwowych Szkół Muzycznych im. St. Moniuszki w Bielsku-Białej                       |
| Małgorzata Cieszko   | obój        | Zespół Państwowych Szkół Muzycznych im. St. Moniuszki w Bielsku-Białej                       |
| Michał Salwa         | puzon       | Państwowa Ogólnokształcąca Szkoła Muzyczna II stopnia im. Karola Szymanowskiego w Katowicach |
| Paweł Libront        | klarnet     | PZSM im. A. Rubinsteina w Bydgoszczy                                                         |
| Krzysztof Wierciński | fortepian   | OSM II st. im. Z. Brzewskiego w Zespole Państwowych Szkół Muzycznych nr 1 w Warszawie        |
| Yehuda Prokopowicz   | fortepian   | Państwowa Szkoła Muzyczna II st. im. Wł. Żeleńskiego w Krakowie                              |

Finalistami konkursu w 2022 roku zostali: Milena Pioruńska, Małgorzata Cieszko, Józef Wajdzik, Paweł Libront, Krzysztof Wierciński. Koncert finałowy odbył się 2 maja w Filharmonii Narodowej. Zwyciężczynią została Milena Pioruńska.

## VI edycja w 2024 roku
Nie zaplanowano organizacji zwyczajowej rundy półfinałowej. Do finału zakwalifikowano automatycznie siedmioro artystów.
| Finalista       | Instrument  | Szkoła                                                                                |
| --------------- | ----------- | ------------------------------------------------------------------------------------- |
| Kaja Drążek     | trąbka      | Państwowa OSM II st. im. K. Szymanowskiego w Katowicach                               |
| Tymon Okolus    | puzon       | Zespół Państwowych Szkół Muzycznych im. St. Moniuszki w Bielsku-Białej                |
| Piotr Olesz     | wiolonczela | OSM II st. im. Z. Brzewskiego w Zespole Państwowych Szkół Muzycznych nr 1 w Warszawie |
| Paulina Pietras | marimba     | Państwowa OSM II st. im. K. Szymanowskiego w Katowicach                               |
| Amelia Salloum  | marimba     | OSM I i II st. im. K. Szymanowskiego we Wrocławiu                                     |
| Martyna Skuza   | skrzypce    | Zespół Państwowych Szkół Muzycznych im. G. Bacewicz w Koszalinie                      |
| Jeremi Tabęcki  | klarnet     | Zespół Państwowych Szkół Muzycznych nr 4 im. K. Szymanowskiego w Warszawie            |

Koncert finałowy odbył się 21 kwietnia w Studiu S1 im. Witolda Lutosławskiego w Warszawie i był transmitowany na żywo na antenach kanałów TVP Kultura i TVP Kultura 2. Finalistom towarzyszyła Orkiestra Polskiego Radia pod dyrekcją Michała Klauzy. Zwyciężcą został Jeremi Tabęcki.
Występy finalistów oceniła komisja jurorska w składzie: dr hab. Agata Szymczewska – skrzypaczka, zwyciężczyni XIII Międzynarodowego Konkursu Skrzypcowego im. Henryka Wieniawskiego w Poznaniu, laureatka Koryfeusza Muzyki Polskiej, Paszportu „Polityki”, czterech Fryderyków, nagrody „London Music Masters” oraz nagrody TVP Kultura w kategorii Muzyka Poważna, wykładowczyni Uniwersytetu Muzycznego Fryderyka Chopina w Warszawie; dr hab. Arkadiusz Krupa – oboista, dawniej solista Sinfonia Varsovia, a wcześniej Narodowej Orkiestry Symfonicznej Polskiego Radia w Katowicach, obecnie wykładowca na Uniwersytecie Muzycznym Fryderyka Chopina odznaczony medalem „Zasłużony Kulturze Gloria Artis”; oraz dr Sylwia Janiak-Kobylińska – dyrygentka symfoniczno-operowa działająca na co dzień w Gdańsku, dziekan Wydziału Dyrygentury, Kompozycji i Teorii Muzyki Akademii Muzycznej im. Stanisława Moniuszki, prezes Fundacji Wspierającej Młodych Artystów SAJ oraz założycielka Orkiestry Bałtyckiej Filharmonii Młodych.